# Маталон, Моше
Моше Матало́н (ивр. משה (מוּץ) מטלון‎,
род. 12 мая 1953, Тель-Авив, Израиль) —  израильский политик, депутат кнессета 18-го созыва от фракции «Наш дом — Израиль» («НДИ»)

## Биография
Моше Маталон родился 12 мая 1953 года в городе Тель-Авиве. Изучал геммологию. Выпускник факультета социологии и криминалистики университета имени Бар-Илана. В 1973 году во время службы в Армии обороны Израиля получил серьёзное увечье. Инвалид. Передвигается в инвалидном кресле. 
В 1976 году впервые участвовал в атлетических соревнованиях по метанию копья и толканию ядра на спортивных соревнованиях для инвалидов. Участник Паралимпийских игр 2006 года в Афинах и 2008 года в Пекине.

### Трудовая деятельность
Моше Маталон в разные годы жизни работал в области оценки и исследования бриллиантов, агентом-распространителем при «Совете спортивных лотерей», был владельцем продуктового магазина, туристического агентства.

## Общественная работа
- Председатель организации «Инвалиды ЦАХАЛа»,  с 2000 года по 2008 год
- Член муниципального совета Герцлии
- Член дирекции «Маккаби», Герцлия
- Председатель дирекции фонда «Инвалиды ЦАХАЛа»
- Председатель израильской делегации на Олимпиаду инвалидов:

Афины, 2004 год, Пекин, 2008 год.

### Карьера в партии и политике
В партию «Наш дом Израиль» Моше Маталон вступил в 2008 году. 

На выборах 2009 года он тринадцатым номером в партийном списке партии «Наш дом — Израиль»  баллотируется в кнессет 18-го созыва и становится депутатом.

### В кнессете
- Кнессет 18

С 24 февраля 2009 года

### Фракции
- Кнессет 18  «Наш дом — Израиль»

### Деятельность в комиссиях
- Кнессет 18
  - Член комиссии по иностранным делам и безопасности
  - Член особой комиссии по делам иностранных рабочих
  - Член комиссии по труду, благосостоянию и здравоохранению
  - Член совместной комиссии по бюджету обороны
  - Член законодательной комиссии

### Другие должности
- Кнессет 18
  - Член лобби в защиту людей с ограничениями
  - Член лобби в пользу местных властей

## Личная жизнь
Женат второй раз. От первого брака — две дочери: Яэ́ль и Но́а, от второго — двое сыновей: Ами́т и Итама́р.  Проживает со второй семьёй в Герцлии.